# Юсупово (село, городской округ Домодедово)
Юсупово — село в Московской области, городской округ Домодедово, бывш. Растуновский с/о.
Старинное село, известное в XVII—XIX вв. как Исупово, находится на юге городского округа Домодедово в верховье реки Опоки (ныне Злодейка).
В XVII в. село Юсупово было дворцовым и относилось к Боровской и Перемышльской десятинным Московского уезда.
В 1628 г. стояла "в селе Исупово Димитриевская церковь — «деревянная, построенная исстари…».
В середине XVII в. в селе Юсупово насчитывалось 34 крестьянских двора с 81 жителем мужского пола.
В 1754 г. «тщанием прихожан в селе Исупово построена деревянная церковь». По ведомости за 1849 г., церковь в честь Воздвижения Честного и Животворящего Креста Господня была деревянная, крытая железом, с приделом во имя святого великомученика Димитрия Солунского. Одновременно с церковью построили деревянную башенную колокольню. В церкви установили пятиярусный иконостас и выполнили художественную роспись стен.
К середине XVIII в. село Юсупово значительно выросло, в нем насчитывалось 70 дворов с жителями более 700 человек.
В 1903 году завершено строительство каменного Крестовоздвиженского храма.

## Население
| 2002 | 2010 |
| ---- | ---- |
| 54   | ↘36  |